# Bataille de Meung-sur-Loire
Guerre de Cent Ans
Batailles
La bataille de Meung-sur-Loire se déroula le 15 juin 1429 durant la guerre de Cent Ans. Ce fut l'une des nombreuses batailles qui suivirent la levée du siège d'Orléans par Jeanne d'Arc et ses troupes.

## Prélude
Meung-sur-Loire est une petite ville située sur la rive nord de la Loire légèrement à l'ouest d'Orléans.
Au début de 1429, le pont qu'elle contrôlait était d'importance stratégique, le fleuve séparant la France du nord, occupée par les Anglais et leurs alliés bourguignons, des territoires restés sous l'autorité des Valois, en l'occurrence celle du futur Charles VII. La localité avait été conquise quelques années plus tôt par les Anglais comme préalable à une invasion du Sud de la France.
Bien que le pont d'Orléans ait été réparé provisoirement au moment de la levée du siège de la ville, le 8 mai précédent, les Français devaient pouvoir contrôler la Loire de manière plus large et donc reprendre plusieurs des points de passage sur le fleuve. Ainsi, après Orléans, les Français avaient-ils repris Jargeau le 12 juin.
La campagne de la vallée de la Loire est découpée en cinq batailles :
- Le siège d'Orléans ;
- La bataille de Jargeau ;
- La bataille de Meung-sur-Loire ;
- La bataille de Beaugency ;
- La bataille de Patay.

## La bataille
Les défenses anglaises à Meung-sur-Loire s'établissaient sur trois niveaux : la ville fortifiée, la fortification près du pont et un grand château à l'extérieur de la localité. Le château servait de quartier général à John Talbot et Thomas Scales, les commandants anglais.
Du côté français, les troupes étaient sous le commandement de Jeanne d'Arc et du duc Jean II d'Alençon. L'armée française comprenait de nombreux capitaines victorieux à Orléans. Les estimations sur le nombre de soldats français sont assez vagues, sûrement 6  à   7 000 hommes dont une quantité non négligeable de non combattants. Après avoir capturé la ville et le château, les Français organisèrent l'assaut frontal du pont qui fut conquis après une journée de combat. Dès la conquête, les Français établirent une garnison dans la ville.

## Les conséquences
La levée du siège d'Orléans et les trois batailles victorieuses précédant celle de Patay permirent de contrôler la Loire moyenne, mais aussi de reprendre l'initiative, un prélude à la marche vers Reims et Paris. Au cours de cette campagne, de nombreux Anglais périrent, notamment des archers, élite de l'armée, ce qui sera lourd de conséquences dans les mois suivants. Plusieurs capitaines anglais furent tués ou capturés, ou encore tombèrent en disgrâce.
Les victoires sur la Loire marquèrent un tournant dans le conflit. Elles obligèrent les Anglais à revoir leurs objectifs et à mener désormais une guerre défensive.